# Steinacleit

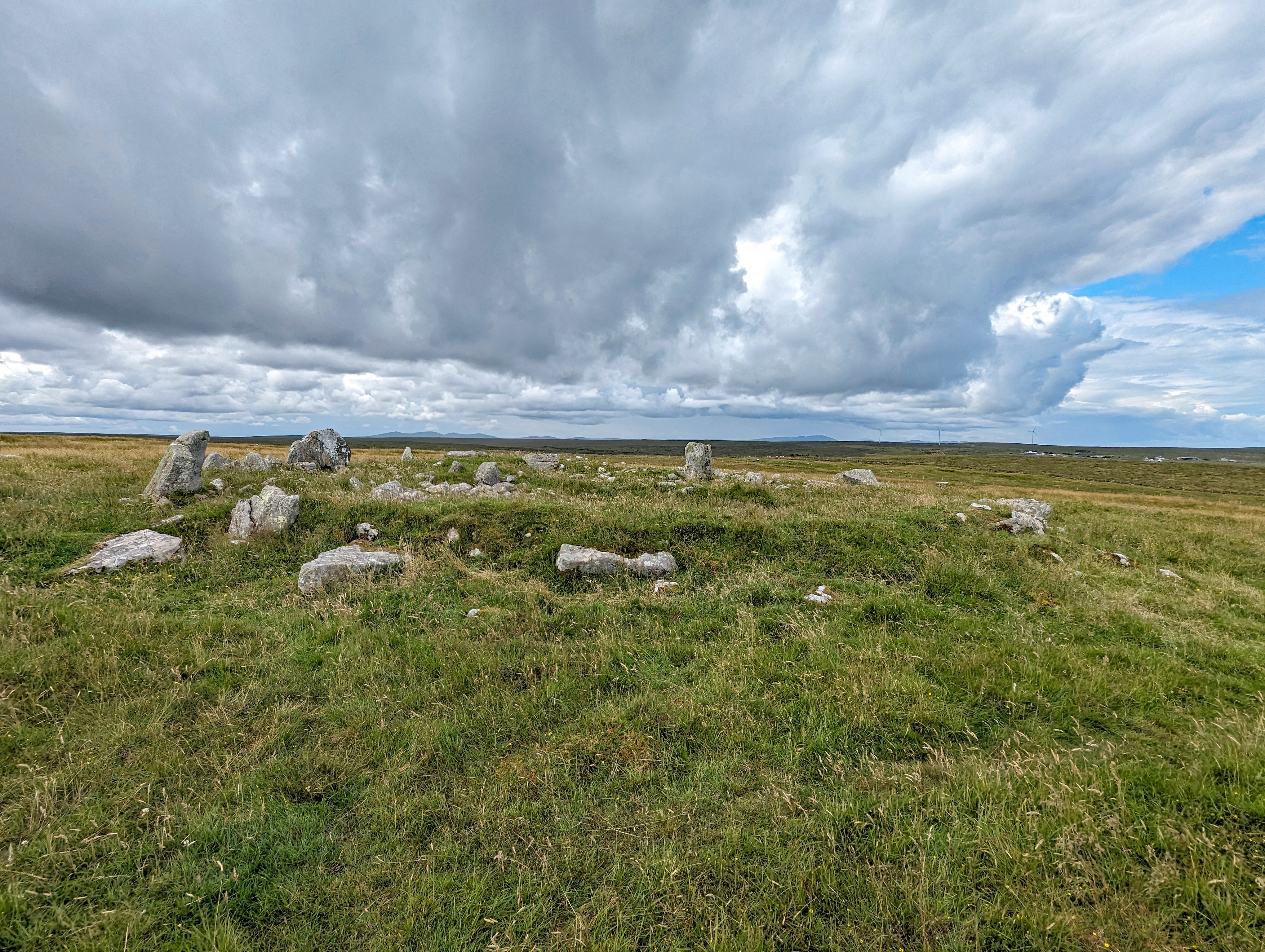
Steinacleit

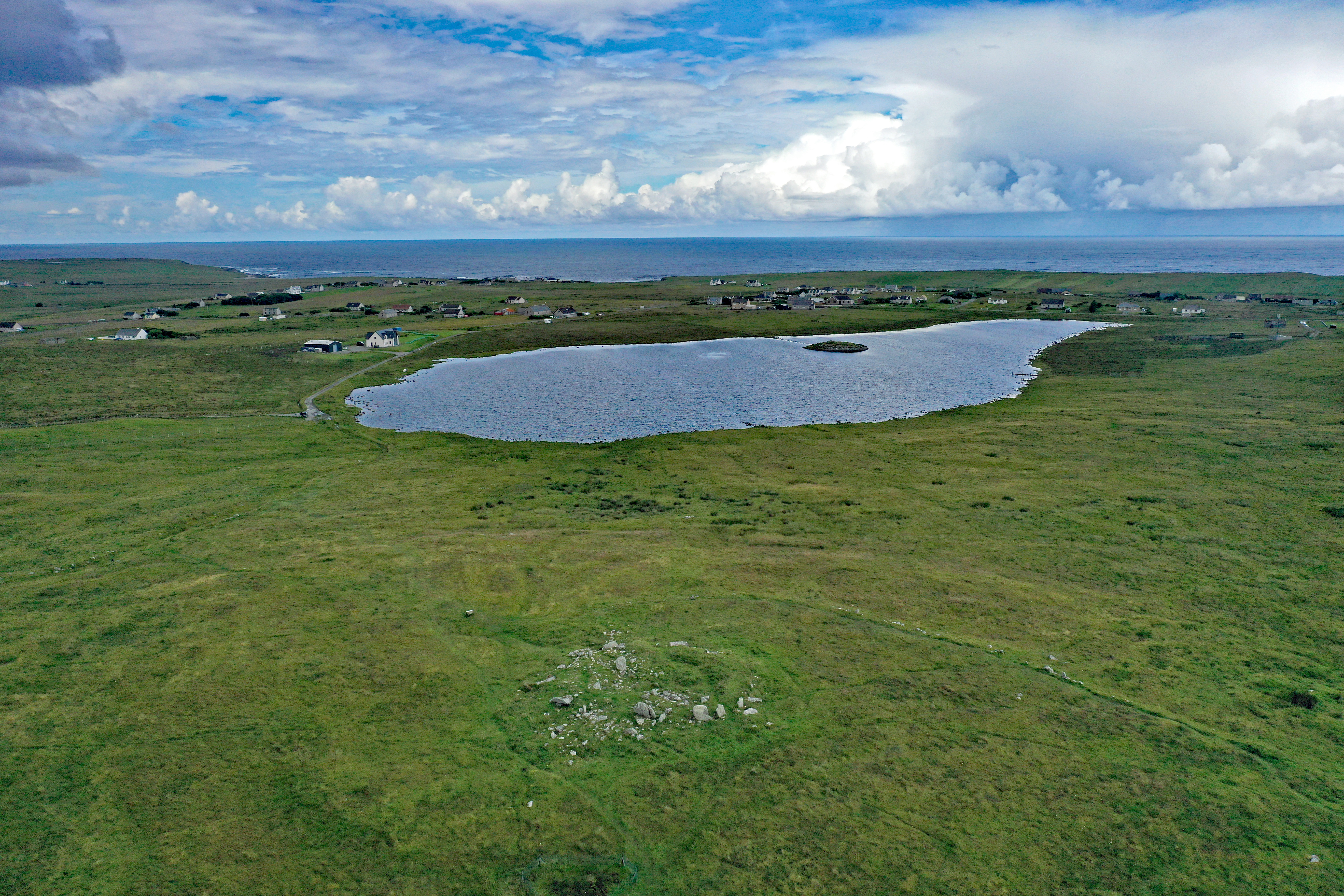
Luftbild mit Steinacleit (Vordergrund) und dem Loch an Dùin

Steinacleit (auch Stein-a-Cleit) ist eine runde prähistorische Struktur südöstlich des Loch an Dùin, bei Siadar an der Westküste von Lewis auf den Äußeren Hebriden in Schottland. Es ist kein Steinkreis oder Kammergrab (englisch chambered tomb), als das es oft bezeichnet wird. 
Zehn große Steinblöcke umgeben einen zentralen Hügel. Die Struktur hat etwa 15,0 m Durchmesser und eine ovale Form. Das Denkmal wurde nie untersucht, aber bei jüngeren Ausgrabungen unter Sanddünen auf Harris, North Uist und Benbecula auf den westlichen Inseln wurden ähnliche Überreste, wenn auch wesentlich kleineren Ausmaßes, entdeckt. Diese Strukturen gehören dort zu Siedlungen (Homestead) des 3. und 2. jahrtausend v. Chr. Die lokale Legende auf den Äußeren Hebriden verbindet Steinacleit mit einem Schlachtfeld in der Nähe.
Der Menhir Clach an Trushal ist im Südwesten sichtbar.